# São Francisco (kommun i Brasilien, Sergipe)
São Francisco är en kommun i Brasilien.   Den ligger i delstaten Sergipe, i den östra delen av landet, 1 300 km nordost om huvudstaden Brasília. Antalet invånare är 3 395. Arean är 83 kvadratkilometer.
Terrängen i São Francisco är platt.
Omgivningarna runt São Francisco är huvudsakligen savann. Runt São Francisco är det ganska glesbefolkat, med 32 invånare per kvadratkilometer.